# Giacomo Noventa
Giacomo Noventa, pseudonimo di Giacomo Ca' Zorzi, noto anche con lo pseudonimo di Emilio Sarpi (Noventa di Piave, 31 marzo 1898 – Milano, 4 luglio 1960), è stato un poeta, saggista e letterato italiano.

## Biografia
Terzo di cinque figli (i fratelli si chiamavano Antonio, Maria Antonietta, Guido, Jolanda), Giacomo Noventa nacque da Antonio Ca' Zorzi e Emilia Ceresa, una famiglia di possidenti terrieri. Il nonno, Antonio Ca' Zorzi, era stato il primo sindaco di Noventa di Piave. Il padre fu uno dei protagonisti della bonifica del Basso Piave.
Dal 1904, frequenta le scuola elementari a Noventa di Piave e San Donà di Piave, all'istituto privato Ciceri.
Dal 1908 al 1912, frequenta le classi ginnasiali al liceo "Marco Foscarini" di Venezia. È suo compagno il cugino Gino Dolcetti. È però insofferente alla disciplina assai rigida della scuola di allora, tanto da venirvi espulso o prudentemente ritirato dalla famiglia.
Dal 1912-1915 frequenta, come esterno, la quinta ginnasiale e due anni di liceo in una scuola di Udine, dalla quale fuggì nel 1915 per tentare di arruolarsi volontario per la prima guerra mondiale. Viene però respinto perché non aveva raggiunto l'età minima. Avvertita la famiglia, il padre viene a riprenderselo. Trascorre una notte nella stessa prigione dove era detenuto un condannato a morte.
L'anno successivo, al compimento dei diciotto anni, si arruola come soldato semplice. Si iscrive poi al corso di allievi ufficiali, da cui esce sottotenente. Entra negli arditi. Nel 1919, a guerra ormai finita, è impaziente di tornare a casa ma esigenze di servizio lo portano a Roma. In quegli stessi anni la famiglia, all'occupazione di Noventa di Piave da parte degli austroungarici, ripara a Firenze. Alla fine della guerra, con la casa natale di Noventa di Piave rasa al suolo dai bombardamenti inglesi, si stabilisce con la famiglia a Venezia, in attesa che venga ricostruita. In questi anni inizia a comporre le sue prime poesie.
Giunge a Torino, dove nel luglio 1920 dà l'esame di licenza liceale al liceo "Cavour", ha però una violentissima discussione con il professore di filosofia e viene bocciato.Tra le compagne e i compagni, il giovane veneziano fa grande impressione per la sua cultura e la sua indole ribelle. Più anziano di loro di qualche anno, già maturato dall'esperienza della guerra, si impone per la libertà e l'indipendenza dei suoi atteggiamenti e per la decisione con cui sostiene le proprie opinioni. A ottobre si sposta al liceo "Massimo d'Azeglio" e una volta concluso si iscriva alla facoltà di Legge presso l'università di Torino.
A Torino, nel 1921, conosce Franca Reynaud. Nell'estate fa la spola fra Venezia e Torino. In questo periodo il sentimento che lo lega a Franca si rafforza e i due parlano di matrimonio. 
A Torino, poi a Venezia (nell'inverno tra il '22 e il '23), quindi di nuovo a Torino. Frequenta l'università. A Venezia conosce Lina Barbuti Velluti. Franca, molto amica di Ada e Piero Gobetti, porta a quest'ultimo i primi scritti di Giacomo. Piero però non li apprezza e non li pubblica. Nel 1923 si laurea con Gioele Solari, con una tesi di filosofia del diritto, "Ricerche sulla forma migliore di governo", fortemente critica verso il fascismo. Dopo la laurea torna a Venezia.
Nel 1924 si reca a Roma per far pratica d'avvocato, senza nessun entusiasmo. Scrive a Franca dopo un lungo silenzio chiedendole di sposarlo. La lettera però non ha seguito.
Nel 1925 torna a Venezia, compiendo rare visite di tanto in tanto a Torino. Da Torino vola a Trieste con l'amico Giacomo Debenedetti per conoscere Umberto Saba.
Tra il 1925 e il 1926 a Torino frequenta, oltre a Debenedetti, Mario Soldati, Carlo Levi e Mario Bonfantini. Progetta di partire per la Francia con Giacomo Debenedetti ma poiché a quest'ultimo non viene concesso sollecitamente il passaporto, parte da solo nell'estate del 1926. 
Dopo essere giunto a Parigi ed aver visitato Jacques Maritain, si sposta in Savoia, dove insieme a Soldati lavora alla stesura del Castogallo. Si muove poi verso la Corsica, dove incontra "Gianna la corsa". Successivamente torna a Parigi. Scrive alcune poesie in lingua. 
Nel 1929 torna a Venezia, dove continua a lavorare insieme a Soldati alla stesura del Castogallo. Ritorna poi a Torino: pubblica, dopo molte esitazioni, alcune ottave del Castogallo, su "La Libra" di Mario Bonfantini (questi saranno, fino al 1934, i soli scritti di Giacomo pubblicati ed in assoluto gli unici firmati con il suo vero nome: Giacomo Ca' Zorzi). Riparte per Parigi, da lì si reca a Bruxelles, quindi di nuovo in Savoia e infine a Grenoble. Decide poi di recarsi in Germania. Comincia a comporre le prime poesie in dialetto, che rifiuta però di scrivere («Scrivere è decadere!» afferma) e che recita agli amici. 
Nel 1930 arriva in Germania e tenta di laurearsi a Heidelberg. Conosce Clara Lotte Fuchs, la dedicataria della poesia Gh'è nei to grandi. Si reca con lei a Marburgo, quindi passa tre mesi a Vienna e poi si sposta a Weimar.
Nel 1932, dopo un breve ritorno a Venezia per il matrimonio della sorella Jolanda, parte per la Catalogna, dove visita Barcellona. Ritorna il 12 ottobre 1932 in Italia ed è arrestato a Torino. Viene rilasciato nel giro di ventiquattr'ore: il probabile motivo dell'arresto è la visita di Mussolini in quei giorni a Torino. A Natale rivede Franca e si riaccende il loro amore. 
Resta a Torino fino all'aprile del 1933 e il 16 dello stesso mese si sposa con Franca. I due partono immediatamente per Parigi, e da Parigi si dirigono a Londra. Qui, il 19 ottobre, nasce il loro primo figlio, Alberto. Giacomo non viene fatto assistere al parto: quasi ne impazzisce. Ne segue un periodo di crisi non solo psicologica, ma anche intellettuale. 
Quando in seguito pubblica, sul primo numero de La Riforma Letteraria la sua prima poesia Chi gavesse l'avventura, la firma con lo pseudonimo Emilio Sarpi e in calce aggiunge: «nato a Lampol (Venezia) il 31 marzo 1898, morto a Londra il 19 ottobre 1933». Emilio Sarpi è il simbolo della stagione dei picareschi vagabondaggi e del libero poetare giovanile, ma anche della non ancora acquisita compiutezza ideologica. Dalle ceneri di Sarpi, in quei giorni dell'ottobre 1933, nasce Noventa, simbolo appunto del raggiungimento di quelle concezioni ideologiche meditate e originali che Giacomo svilupperà poi nelle sue opere teoriche.
Da Londra si muove verso Losanna, dove Giacomo si ristabilisce completamente. Ritorna poi a Parigi. 
Dal suo arrivo a maggio 1934 lavora a Principio di una scienza nuova. Successivamente torna a Torino, quindi a Bardonecchia e a Meana, dove incontra più volte Benedetto Croce in compagnia anche di Ada Gobetti). Si dirige verso Firenze e a Fiumetto conosce i Carocci. Il 20 ottobre 1934 nasce a Firenze la figlia Emilia. L'11 novembre esce su "Solaria" A proposito di un traduttore di Heine che firma «per pudore e per orgoglio» con lo pseudonimo Giacomo Noventa. Egli stesso commenterà: «Il dado è tratto. Sarò uno scrittore». In novembre ritorna a Parigi e lavorerà ancora a Principio di una scienza nuova.
Resta a Parigi fino a febbraio 1935, per fare ritorno in Italia, a Torino. In marzo escono su "Solaria" i primi capitoli di Principio di una scienza nuova, mentre sta ancora lavorando completamente all'opera. In maggio, come sospetto antifascista, è arrestato: verrà rilasciato dopo 25 giorni senza che venga preso alcun provvedimento nei suoi confronti. Una volta libero, si reca a Noventa di Piave e poi a Firenze. 
Nel 1936, sempre a Firenze, incontra Soldati reduce dall'America. Scrivono una sceneggiatura cinematografica di ambiente zaratino: partono allora per Zara in cerca di finanziamenti. Il progetto però sfumerà. In agosto torna nuovamente a Noventa per rivedere il padre morente.
Ritorna a Firenze e dà inizio a "La Riforma Letteraria", una rivista mensile che dirige insieme ad Alberto Carocci: il primo numero esce nel mese di novembre, l'ultimo uscirà nel settembre 1939. Oltre a numerose poesie e a scritti di occasione (note, recensioni, ecc.), vi pubblica Principio di una scienza nuova, Manifesti del classicismo, Diario postumo (1921), I calzoni di Beethoven, I parole d'on lenguagg, L'errore del Risorgimento, Gide, Maritain e il concetto di razza, Origine della dottrina dei miti, Due cattolicesimi, Lettera a Bargellini, Risposta a un referendum e Il sofisma degli stranieri.
Nel 1937 raduna attorno a sé e fa collaborare alla rivista alcuni giovani, fra cui Giampiero Carocci, Franco Fortini, Alceste Nomellini, Geno Pampaloni, Giorgio Spini e Valentino Bucchi. Iniziano a sorgere le prime polemiche con le varie riviste e circoli culturali fiorentini. Il 31 maggio 1938, a Firenze, nasce il figlio Antonio.
Resta a Firenze fino all'inverno del 1939. Nel settembre esce l'ultimo numero de La Riforma Letteraria. In ottobre si reca a Milano per tentare di riprendere lì la rivista. È arrestato Alceste Nomellini, venuto appositamente a Milano per collaborare, con Fortini e Noventa, alla ripresa della rivista. L'11 novembre è arrestato anche Giacomo e viene confinato a Noventa di Piave, quindi il provvedimento viene tramutato nel divieto di abitare in città sedi universitarie. Noventa allora sceglie Viareggio. 
Una volta revocato il divieto, ritorna a Milano. Nel giugno 1940 è richiamato sotto le armi e mandato, col grado di tenente, a Piombino. Va per pochi giorni in licenza a Jesolo, dove si rende conto di essere costantemente sorvegliato dalla polizia. 
Fino ad aprile 1941 resta a Piombino e in maggio entra nell'ospedale militare di Firenze: il 30 maggio è congedato in attesa che sia chiarita la sua posizione di ufficiale e di sorvegliato politico. Si reca a Noventa di Piave. Nel giugno è nominato capitano. In luglio è a Courmayeur con la famiglia, in agosto-settembre in Versilia, ai Ronchi. In ottobre, ritornato a Noventa, gli giunge la richiesta del suo curriculum vitae da parte del distretto militare (2-8 ottobre). 
Rimane a Noventa di Piave lungo tutto l'inverno del '41-42, poi si sposta a Torino per due mesi con Carlo Levi. Da metà maggio a metà giugno compie vari viaggi, da metà giugno a settembre si reca ai Ronchi con la famiglia. Da settembre a Firenze al Regresso di Maiano. Si incontra di frequente con Carlo Levi e Tristano Codignola. 
Resta a Firenze fino al luglio 1943. In seguito allo sbarco alleato in Sicilia, trasferisce la famiglia a Venezia e resta da solo a Firenze. Giunge a Venezia solo il 23 dello stesso mese. Dopo la caduta del fascismo (25 luglio), compie per due mesi dei viaggi politici in tutta Italia e verso i primi di settembre torna a Venezia, ma l'8 settembre ripara a Firenze, con Pietro Pancrazi, alloggiando all'hotel Porta Rossa. A Venezia gli giunge, in qualità di ufficiale, l'ordine di presentarsi al comando tedesco. A Firenze sfugge miracolosamente all'arresto da parte dei tedeschi: all'albergo lo dicono partito mentre in realtà si trova al caffè "Giubbe Rosse". Avvertito immediatamente, si rifugia a Cortona da Pietro Pancrazi. Il 30 settembre ritorna per poche ore a Venezia per rivedere la famiglia: lo avvertono che c'è l'ordine di segnalare immediatamente la sua presenza in città. Riparte subito. Nel novembre vive fra Cortona e Roma sotto il falso nome di Orlando. 
Nel 1944, si muove, ancora sotto falso nome, per varie case romane: da Mario Soldati e dagli Alessandroni, suoi parenti. Tiene contatti politici, in particolare è in rapporti con Renato Guttuso e Celeste Negarville, membri del PCI. Oltre ad alcune poesie, scrive un lungo saggio, tuttora inedito, Parole.
A maggio 1945 si sposta a Venezia e partecipa alla rinascita del PLI, ma ne esce quasi subito. 
Nel 1946 continua a risiedere a Venezia, in Campiello Selvatico. Fonda, dirige e scrive quasi interamente da solo il settimanale "La Gazzetta del Nord" (27 numeri, dal 20 maggio 1946 al 22 febbraio 1947). Oltre ad alcune poesie, vi ripubblica Principio di una scienza nuova e Manifesti del classicismo. Fra i numerosi articoli spicca il breve saggio Il grande amore, poi ripubblicato in volume nel marzo 1960.
Resta a febbraio fino al marzo del 1947, poi si sposta a Torino con la famiglia. Qui inizia a collaborare a "Mondo Nuovo": vi pubblica alcune poesie e numerosi articoli, successivamente raccolti in Caffè Greco (Firenze, 1969).
Fino al novembre del 1954 resta a Torino, dove, oltre a "Mondo Nuovo", collabora ad altri giornali socialisti democratici e liberal-socialisti ("Italia socialista", "Il socialista moderno", 1949-1950, "Il giornale dei socialisti", 1951). Alle elezioni del 1948 si schiera con il PSU; alle elezioni del 1953 è candidato per Unità Popolare che raggruppa alcuni dissidenti del PSDI, ex repubblicani, indipendenti contrari alla legge maggioritaria. Non viene eletto. Stringe amicizia con Adriano Olivetti e collabora con le attività editoriali di Edizioni di Comunità.
Nel novembre 1954 si trasferisce a Milano, dove risiederà fino alla morte. Collabora sempre alle iniziative di Comunità. Per i tipi di quella casa editrice, nel 1956, esce la prima edizione di Versi e Poesie che vince il Premio Viareggio per la poesia. Nel 1958 il Saggiatore pubblica Il Vescovo di Prato. Nel 1960 escono in volume Principio di una scienza nuova e Manifesti del classicismo, raccolti sotto il titolo complessivo di Nulla di Nuovo, e Gott mit uns (con scritti di Noventa, Antonello Trombadori e disegni di Renato Guttuso), sempre per il Saggiatore. Ancora nel 1960 esce una nuova edizione accresciuta di Versi e Poesie. 
Giacomo Noventa si spegne a Milano il 4 luglio 1960 per un tumore al cervello. Rimane lucido fino alla fine; viene tentata un'operazione disperata: ma, prima che inizi, muore sotto anestesia.

## Poetica
La produzione letteraria di Giacomo Noventa è equamente ripartita tra saggistica (molto vivace e polemica) e poesia (dialettale). Il giudizio d'insieme dei critici oscilla tra le opposte posizioni di chi, come Geno Pampaloni, valorizza soprattutto gli esiti della poesia del Noventa che, a suo giudizio, «sta solitaria nel panorama della poesia italiana contemporanea (...) per l'integrità romantica dell'esperienza umana che sostiene il suo canto» ed è «la voce di una coscienza libertaria e religiosa in cui non si è spenta l'eco della grandezza dell'uomo» e chi al contrario, come Giorgio Bàrberi Squarotti, apprezza piuttosto la prosa vivace e bizzarra del «polemista improvviso, rapido, pronto, facile alle impennate», il quale «realizza le sue pagine migliori quando riesce a esprimere l'asistematicità brillante e stravagante dei suoi gusti sul fondo di nostalgia romantica, che resta la sua aspirazione segreta.».
Come di solito accade, una valutazione equilibrata dello stesso Pampaloni tende a una sintesi delle due tesi estreme, considerato che «non tutto ciò che è proprio del Noventa scrittore "passa" nella sua poesia; ma ne è il presupposto, il retroterra, ed è quindi indispensabile per comprenderla.»
Il suo cattolicesimo "moderno", pur accogliendo le premesse di Vincenzo Gioberti, si nutriva soprattutto di ansia ecumenica. Per lui la trascendenza corrispondeva al bisogno di superare la presenza di anime in conflitto all'interno dello stesso io; il clericalismo era nient'altro che la negazione del cattolicesimo; la fede doveva conciliarsi con la tolleranza; e lo stato laico doveva ispirarsi ai principi del cattolicesimo, per non diventare né uno stato confessionale, né uno stato etico: «Come l'uomo il quale non ha fede in un Dio che lo trascende si fa egli stesso Dio, così lo stato che non riconosce una religione cui ispirarsi si afferma esso stesso come una religione.»
Quella di Noventa è una poesia che rifiuta tanto il decadentismo e il crepuscolarismo, quanto il misticismo, mentre accoglie i grandi esempi del romanticismo europeo. Tra i poeti del suo tempo, quello che egli considera più vicino a se stesso è Umberto Saba. I suoi versi, generalmente in dialetto veneziano (quella che lui chiama «lengua mia»), esprimono spesso un invito alla "grandezza" intesa come accensione di sentimenti collettivi capaci di incidere sul destino dei popoli. Ciò non vuol dire che quella di Noventa sia esclusivamente una poesia "civile"; essa «trova anzi i suoi accenti migliori nelle parole d'amore, nel canto amebeo tra nostalgia e speranza, nell'accorato volgersi alla malinconia ("corale", ma sofferta nella pienezza emotiva del destino individuale) del vivere».

## Opere
- Opere complete di Giacomo Noventa, a cura di Franco Manfriani, Marsilio Editori, volume I a V, (1987-1991)

### Poesia
- Il Castogallo, alcune ottave pubblicate in "La Libra", 1929
- Versi e poesie, Milano, Edizioni di Comunità, 1956
- Versi e poesie, Milano, Mondadori (Lo Specchio), 1960
- Versi e poesie di Emilio Sarpi, Milano, All'Insegna del Pesce d'Oro, 1963.
- Il re e il poeta, traduzione dal tedesco di Franco Fortini, Milano Scheiwiller, f.c. 1963
- Portème via..., con disegni di Mario de Luigi, Milano, All'Insegna del Pesce d'Oro, 1968
- Versi e poesie, Milano, Mondadori, 1975
- Versi e poesie, a cura di Franco Manfriani, Venezia, Marsilio, 1988

### Prosa
- Futuro, in AA. VV., Almanacco letterario, a cura di Valentino Bompiani e Cesare Zavattini, Milano, Bompiani, 1958
- Il Vescovo di Prato, Milano, Il Saggiatore, 1958
- Il grande amore, Milano, Scheiwiller, 1960
- Nulla di Nuovo, Milano, Il Saggiatore, 1960
- Dio è con noi, in Renato Guttuso, Gott mit uns, testi di Giacomo Noventa e Antonello Trombadori, il Saggiatore, 1960.
- I calzoni di Beethoven, Milano, Il Saggiatore, 1965
- Tre parole sulla Resistenza, Milano, Scheiwiller, 1965
- C'era una volta, Milano, Scheiwiller, 1966
- Caffè Greco, Firenze, Vallecchi, 1969
- Storia di una eresia, a cura di Franca Noventa, Milano, Rusconi, 1971
- Hyde Park, Milano, Scheiwiller, 1972
- Tre parole sulla Resistenza, Firenze, Vallecchi, 1973

### Teatro
- La fiala, 1959, in Opere complete, op. cit., vol. V, 1991.